# Червинский, Михаил Абрамович
Михаил Абрамович Черви́нский (13 июня 1911, Одесса, Российская империя — 2 августа 1965, Москва) — советский сценарист, драматург, поэт, журналист.

## Биография
Родился 31 мая (13 июня по новому стилю) 1911 года в Одессе, в еврейской семье.
Жил в Ленинграде, получил инженерное образование, писал рассказы, фельетоны, эстрадные монологи. Печатался с 1940 года.
Участник Великой Отечественной войны в 1941—1944 годах, получил тяжёлое ранение на фронте, оказался в Москве, где с 1944 года началась его совместная работа с В. З. Массом. Их первая совместная пьеса «Где-то в Москве» была поставлена в МАДТ имени Е. Б. Вахтангова (режиссёр А. Ремизова), а вслед за тем начала триумфальное шествие по всем театрам страны.
Судьба второй пьесы «О друзьях-товарищах» оказалась менее удачной: её выход совпал с кампанией, вошедшей в историю под названием «борьбы с космополитами», и авторы пьесы оказались жертвами этой борьбы. К счастью, авторов не арестовали, и их литературная деятельность продолжалась, уйдя, так сказать, с центральной дороги на периферию.
Их сферой деятельности стала эстрада. Конферансы, сценки, целые пьесы для Аркадия Райкина, Мироновой и Менакера, Тимошенко и Березина, Мирова и Дарского (а потом Мирова и Новицкого) — тогдашних эстрадных кумиров, ставших таковыми не в последнюю очередь благодаря остроумным текстам Масса и Червинского, стихотворные фельетоны для журнала «Крокодил», песенки для ансамбля Эдди Рознера и Леонида Утёсова. Но главным в их творчестве 1950-х — начала 1960-х годов стало создание так называемой «Советской оперетты». По их либретто были поставлены «Самое заветное» (музыка В. Соловьёва-Седого), «Трембита» (музыка Ю. Милютина), «Белая акация» (музыка И. Дунаевского) и, наконец, «Москва, Черёмушки» (музыка Д. Шостаковича). Многие годы в русских постановках (и экранизациях) «Весёлой вдовы» Ф. Легара используется именно их текст (1956).

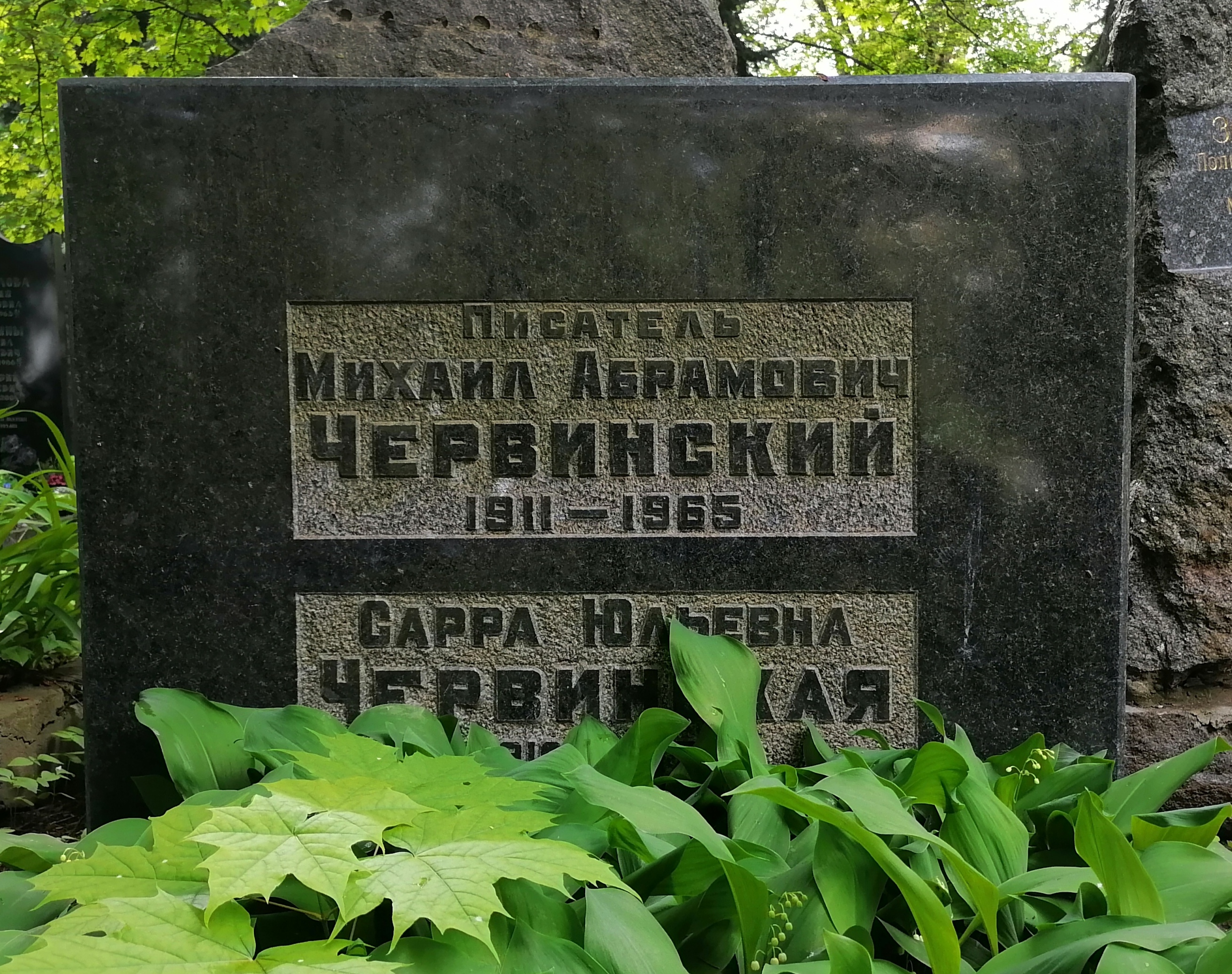
Могила на Донском кладбище

Умер 2 августа 1965 года в Москве. Похоронен на 15-м участке Донского кладбища. Там же похоронена его жена Сарра Юльевна (1910—1974).

## Семья
Сын — Александр Червинский, писатель, драматург и сценарист, заслуженный деятель искусств РСФСР.
Дочь — Наталья Червинская, художник-мультипликатор, писательница.

## Творчество
Совместно с Владимиром Массом:
- Комедии: «Где-то в Москве», «О друзьях-товарищах», «Я люблю, Архимед!».
- Оперетты: «Самое заветное», «Трембита», «Белая акация», «Москва, Черёмушки», «Весёлая вдова» (русский текст).
- Книга «Комедии». «Советский писатель», 1968.
- Фельетоны, эстрадные обозрения, стихи и песни.

### Фильмография
Сценарист:
- 1954 — Опасная шалость (мультфильм)
- 1957 — Белая акация
- 1962 — Черёмушки
- 1971 — Калейдоскоп-71 (выпуск 2). «Дождик» (мультфильм)